# 約翰遜峰 (埃爾斯沃思地)
約翰遜峰（英語：Johnson Peak）是南極洲的山峰，位於埃爾斯沃思地，處於哈爾特山西部，海拔高度2,010米，現時由南極條約體系管理。